# Oxspring
Oxspring – wieś w Anglii, w hrabstwie ceremonialnym South Yorkshire, w dystrykcie metropolitalnym Barnsley. Leży 17 km na północny zachód od miasta Sheffield i 244 km na północny zachód od Londynu. W 2001 miejscowość liczyła 1048 mieszkańców.